# Nagy István (újságíró)
Nagy István (Kiskunlacháza, 1829. március 18. – Budapest, Ferencváros, 1896. január 13.) hírlapíró, műfordító.

## Élete
Nagy Ferenc és Varga Zsuzsanna fiaként született, 1829. március 19-én keresztelték. A patriarchális külsejű öreg valamikor jelentékeny vagyon ura volt. Mint fiatal író Kemény Zsigmond mellett kezdte pályáját a régi Pesti Napló szerkesztőségében. Nagy tudású, sokat utazott ember volt. Irodalmi munkásságának legnevezetesebb mozzanata, hogy ő volt az első, aki a Faust első részének magyar átültetésére vállalkozott. 1863. július 31-én Pesten, a józsefvárosi plébánián házasságot kötött Huber (Schleimer) Idával, a Nemzeti Színház operájának egyik primadonnájával.
Midőn neje meghalt, a társaságokat is kerülte és nyomott viszonyok közé jutott és életének alkonyát, írói hírre nem vágyakozva többé, szerény munkássággal töltötte egy napilap korrektori szobájában. A Nemzetnek volt évekig a revizora és közben cikkeket is írogatott e lap mezőgazdasági rovatába. A zömök erős embert, aki hosszú fehér szakállát kabátjába gombolva viselte, sokan ismerték a fővárosban. Halálát szívhűdés okozta. Temetésén Szász Károly mondott gyászbeszédet.
Írt költeményeket is a szépirodalmi lapokba, így a Hölgyfutárba (1861.).

## Munkái
- Faust. Goethe után ford. Pest, 1860.
- Jehu társai. Dumas Sándor után ford. Pest, 1860. Négy kötet.
- Grimm, Gyermek- és házi regék. Ford. Pest, 1861. Két kötet. (Ifjusági könyvtár 2., 3.).
- A természet könyve. Bernstein A. után ford. Bpest, 1875. Öt kötet. (Miavecz László- és Toldy Lászlóval együtt).
- Knigge Adolf b., Érintkezés az emberekkel. Ford. Bpest, 1875. Két kötet. (Kis Nemzeti Múzeum 35., 36. és Zöld könyvtár 1.).
- Három orosz és három angol kalandja. Verne Gyula után ford. Bpest, 1875.
- Ifj. Fromont és id. Risler. Regény a párisi életből. Francziából Daudet Alfons után ford. Bpest, 1876.
- Cromwell Olivér és az angol forradalom. Bpest, 1876. (Történeti Könyvtár 29.).
- Egy spanyol leány története. (Gloria). Korrajzi regény a spanyol társadalomból. Írta Galdos B. Perez. Ford. Bpest, 1881. Három kötet.